# Heka

Heka (/ˈhɛkə/; em egípcio:  wikt:ḥkꜣ(w); Copta: ϩⲓⲕ hik; também transliterado Hekau) era a  deificação da magia e da medicina no Antigo Egito.

## Crenças
Os Textos das Pirâmides do Antigo Reino descrevem ḥeka como uma energia sobrenatural que os deuses possuem. O "faraó canibal" deve devorar outros deuses para obter esse poder mágico. Eventualmente, Heka foi elevado a uma divindade por direito próprio e um culto dedicado a ele se desenvolveu. Pelos Textos dos Sarcófagos, diz-se que Heka foi criado no começo do tempo pelo criador Atum. Mais tarde Heka é descrito como parte do quadro da barca solar divina como um protetor de Osíris capaz de cegar crocodilos. Então, durante a dinastia ptolomaica, o papel de Heka era proclamar a entronização do faraó como um filho de Ísis, segurando-o nos braços.